# 市場

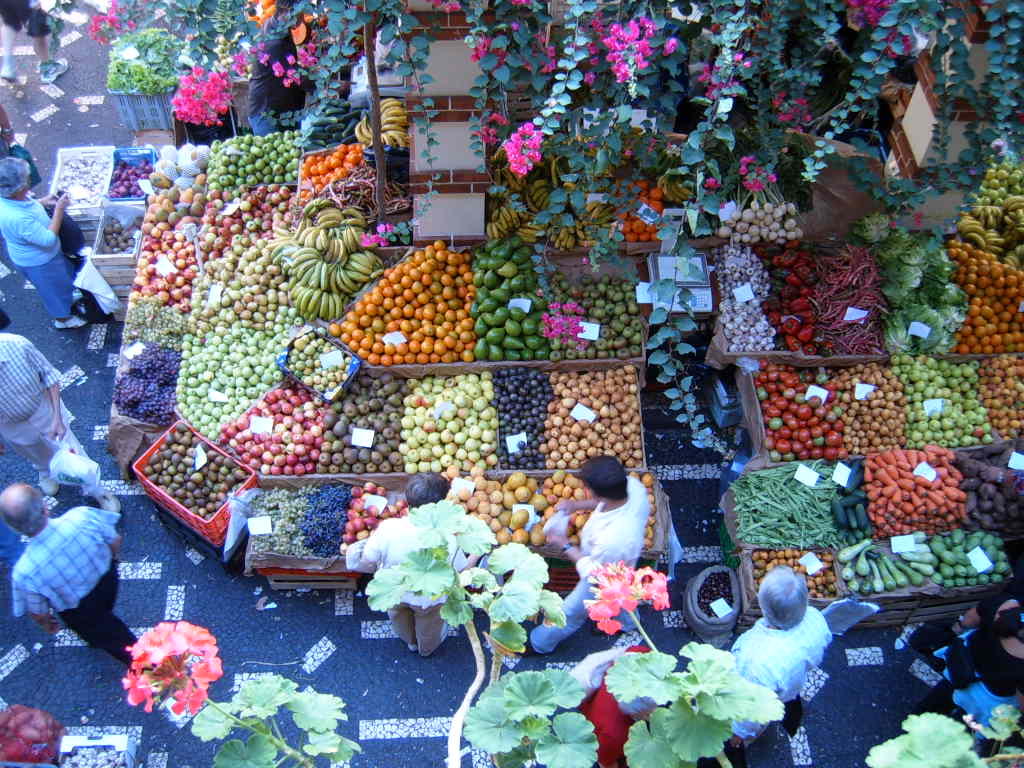
ポルトガルの市場

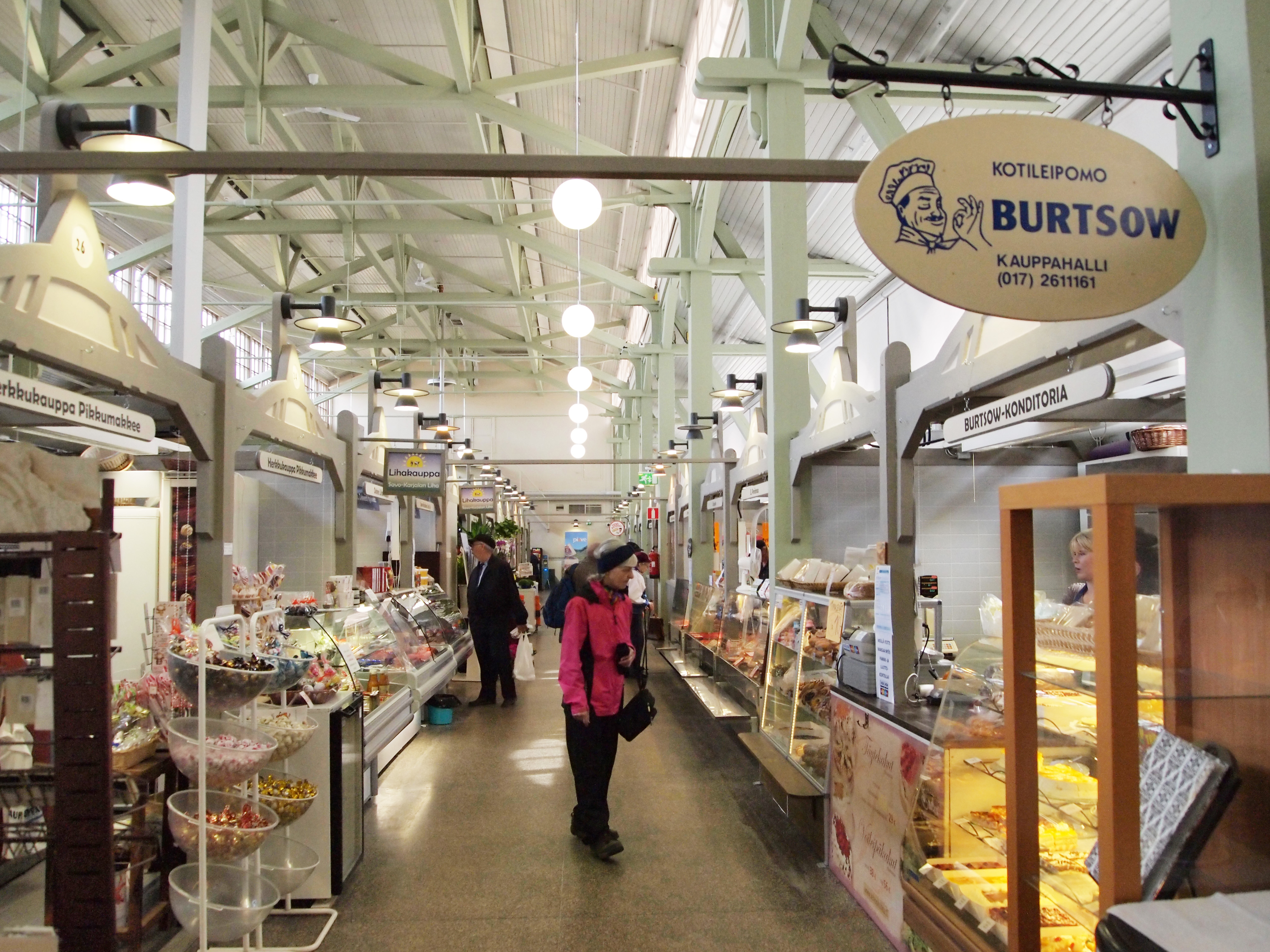
フィンランド、クオピオのクオピオマーケットホールの内部

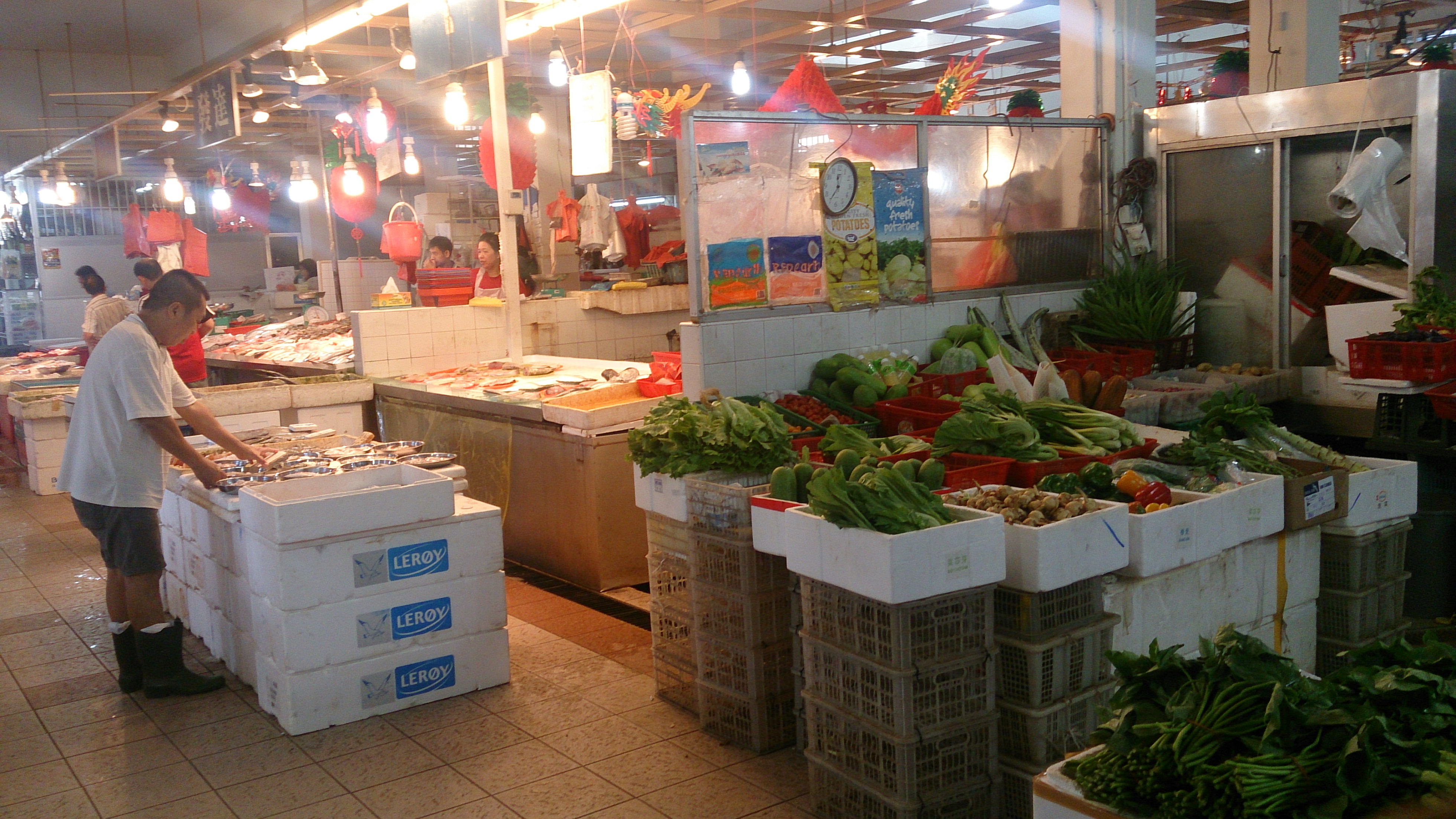
シンガポールの市場

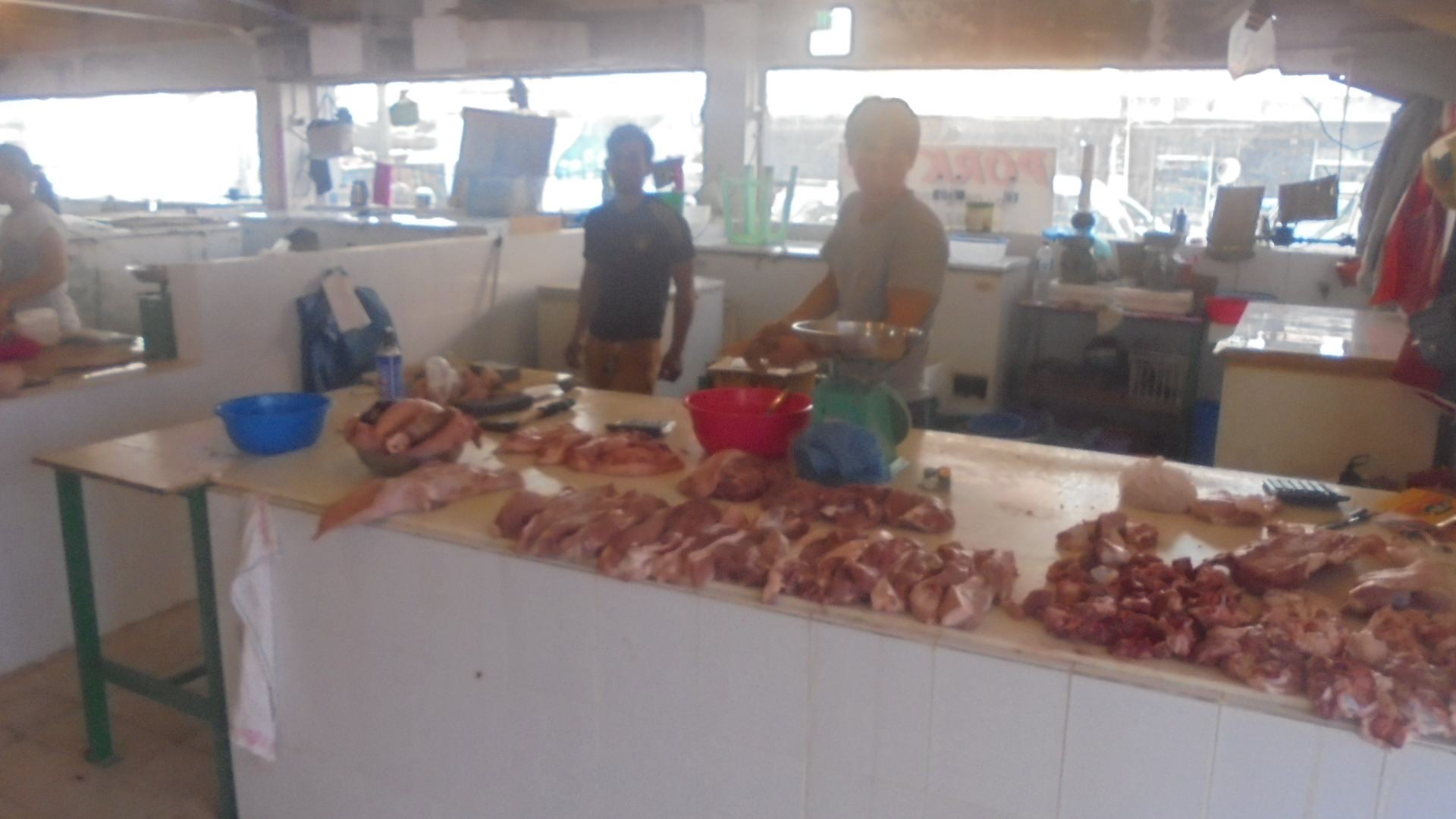
インドネシアの市場の肉売場

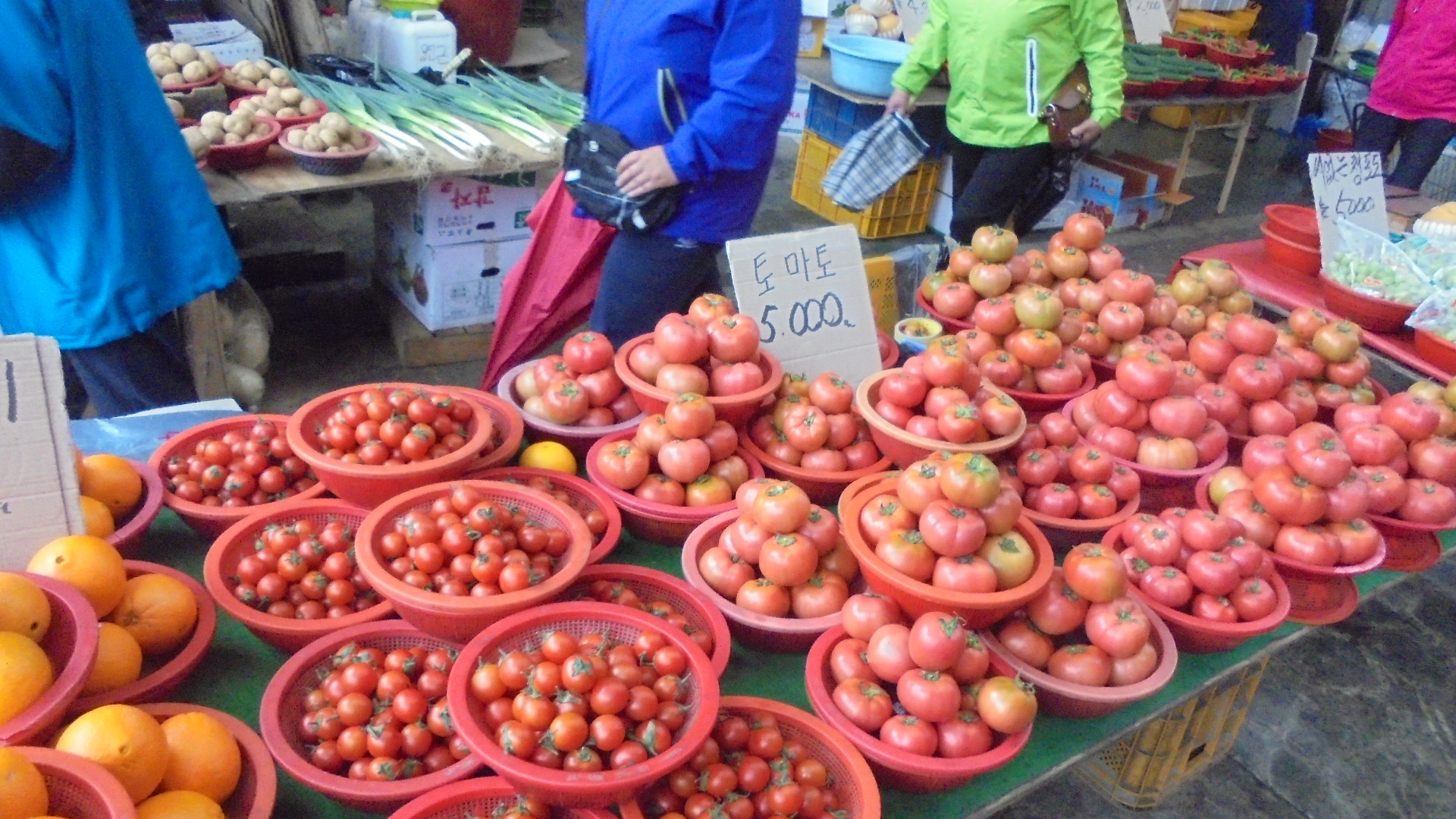
韓国の市場。トマトは果物という認識があり、トマトが果物コーナーで販売されている。

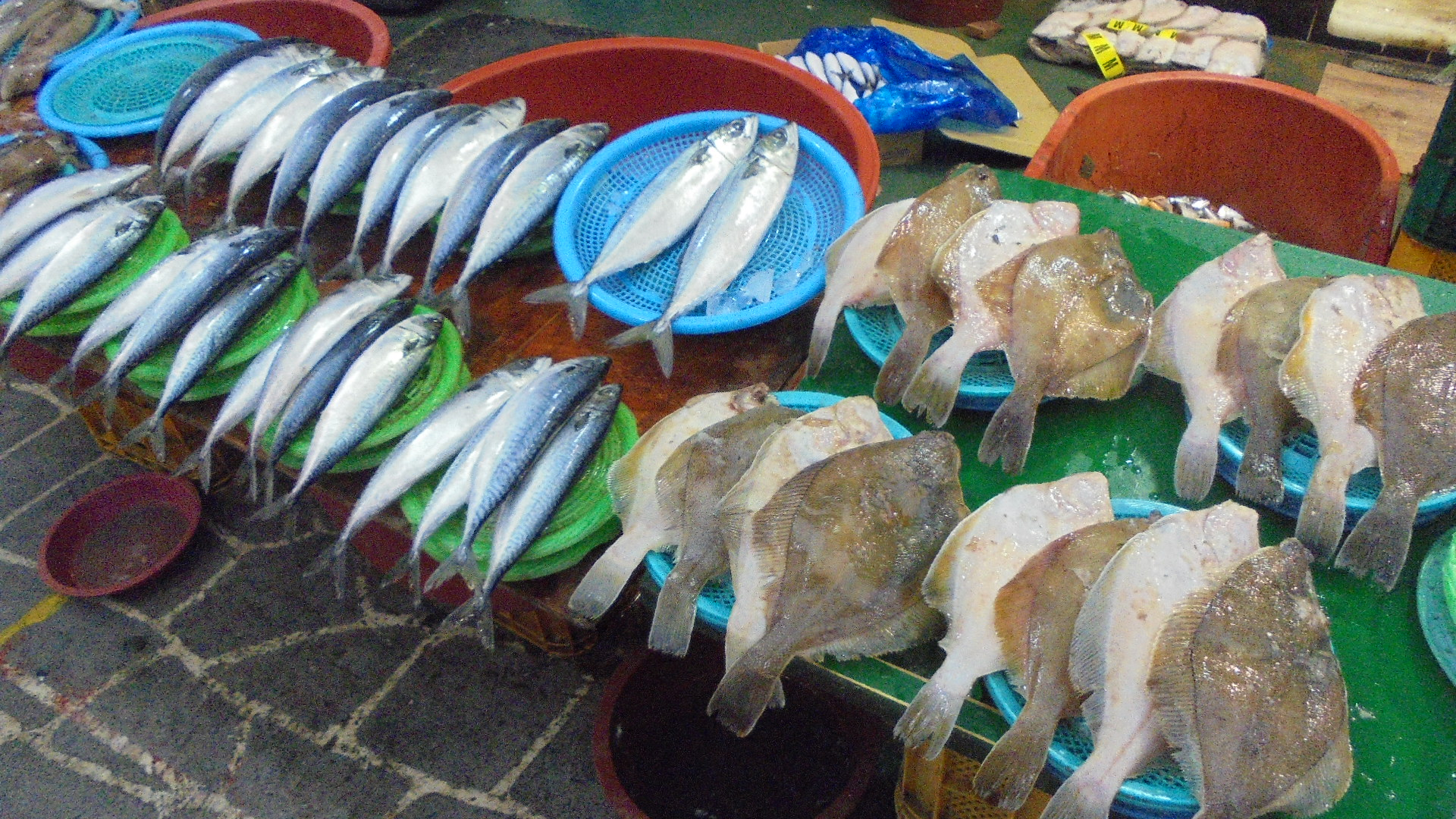
韓国の市場で売られている魚

市場（いちば、しじょう、英: market、マーケット）とは、定期的に人が集まり商いを行う場所、あるいは、この市場（いちば）における取引機構に類似した社会機構の概念を指す。「市（いち）」「市庭（いちば）」とも言う。
証券・為替など金融関係では「しじょう」と読まれる。また、施設の名称も「しじょう」となっているところが多い。
市場は経済的には、売り手と買い手、さらに取引対象となる商品を3つの基本要素としている。
しかし、市場が成立するためにはこれだけでは不十分であり、取引の行われる場としての時間と空間、さらに取引を可能にしている貨幣などの技術的・制度的取引手段が市場の構成要素に含まれる。

## 概要
市場は学術的な用語も含め複数の概念を表すために用いられている。
- 具体的市場（concrete market）
一定の区画に立地する技術的な取引施設とそこに来集する取引者の集団を併せたもの（特にその取引施設）[1]。日常語としては「いちば」と呼ばれるもので、青物市場、魚市場、商品取引所などを意味する[1]。
- 抽象的市場（abstract market）
多くの売り手と買い手が交渉する抽象的な意味での市場、需給の相会する場（価格の形成や商品の移動が行われる場）としての市場を意味する[1]。
- 販路（outlet）
市場は最終需要や中間需要を含め、商品の需要側を強調して販路（outlet）と同義で用いられることがある[1]。市場調査（market research）における市場はこの意味である[1]。

市場現象の研究は、一般に需給の相会する場としての市場（抽象的市場）を対象としている（後述）。自由市場経済とは、市場からの情報（市場情報）を反映して、企業家が独自に生産計画、販売計画、仕入計画等々の生産活動を行う一方、消費者も独自に消費計画や購買計画等の消費活動の決定を行う経済モデルをいう。

## 語源
日本語における「市」という語は、中国の『易経』繋辞下伝にある神農の伝説「日中為市、致天下之民、聚天下之財、交易而退、各得其所」に由来するとも言われている。古代中国では、官庁のある都市の特定の区域以外での商売は禁じられており、そこを「市」と称した。
英語の「マーケット（market）」はラテン語で「商いする」を意味する「mercari」が語源とされる。

## 学問
市場が学問の対象として取り上げられる場合、日常語である具体的市場（concrete market）では意味が狭すぎるため通常は用いられない。また、販路（outlet）を意味する市場も、主に政策的な調査研究のほかは一般的に研究対象とはなり得ない。
市場現象の研究は、需給の相会する場としての市場（抽象的市場）を対象としている。需給の相会する場としての市場（抽象的市場）の機能には、価格形成の機能と商品流通の機能があり、経済学的な観点では前者に主眼を置き「価格形成の場」、商業学的な観点では後者に主眼を置き「商品流通の組織」として捉えられる。

### 経済学上の市場
市場は経済学上は価格形成の場として市場現象が把握される。理論経済学でいう市場には二つの意味があり、第一に売り手と買い手が財とサービスを交換する一般的条件に関するもので、理論経済学上の完全競争、独占的競争、寡占、独占などの概念はこの文脈で用いられる。第二は市場の範囲の問題や地理的境界の問題をいう。
なお、経済人類学者のカール・ポランニーは市場を、場所、供給する人、需要する人、習慣または法、単一価格からなる市場諸要素の連合体と定義した。ポランニーはバザールに並ぶ財には複数の価格があり近代的市場とは異なるとし、西欧で価格形成市場が展開するのは市場が目に見える形で出現してから2000年ほど後のことだったと指摘している。

### 商業学上の市場
市場は商業学上は市場現象のうち特に商品の流通を強調して把握される。商業学では流通過程のどの段階に位置する市場かが最も重要な問題であり、経済学における価格形成上の特徴による分類を市場形式ないし形態（marketform）というのに対し、商業学における流通過程上の位置による分類を市場類型（type of market）という。
例えば、米国ではトムセンが農産物市場について、産地集荷加工市場、地区集中加工市場、中央・第一次ないし終点市場、沿岸市場、第二次加工市場、分散卸売市場、小売市場に分類している。
学術団体について、日本では、1951年4月21日、日本商業学会が慶應義塾大学教授向井鹿松を初代会長として設立された。

## 市場の歴史

### 起源
グリァスンは沈黙交易の研究を通して、市場の成立について以下のような類型を示唆した。
1. 姿を見せぬ交易（Invisible trade）
2. 姿を見せる交易（Visible trade）
3. 客人の招請（Guest friendship）
4. 姿を見せる仲介者づきの交易（Middleman trade）
5. 集積所（Depo）
6. 中立的な交易
7. 武装市場（Armed market）
8. 定市場（Regular market）

グリァスンは、人間集団が平和に交流できる中立的な場所として市場を定義した。また、市場の存在によって特定の場所に平和が保存され、それが市場への路や人物にも広がることで、さらに平和の範囲が進展すると述べた。
カール・ポランニーは、市場制度が発達する起源として、対外市場と地域市場（対内市場）の二つをあげる。対外市場は貿易など共同体の外部からの財の獲得に関係し、地域市場は共同体での食料の分配に関係する。地域市場は、さらに二つの形態に分かれる。第1は物資を中央に集めて分配する形態で、灌漑型の国家に顕著に見られる。第2は地域の食料を販売する形態で、古代ギリシアの小農経済や叢林型経済に顕著なものとなる。

### 古代メソポタミア・西アジア
シュメールやバビロニアでは食物をはじめとする必需品を貯蔵し、宮殿や都市の門において分配した。またペルシア語のバザールにあたる市場では手工業品の販売を行なった。地域市場とは別に対外用の貿易が行なわれていたが、対外市場は存在しなかった。このためキュロス2世はギリシア人の市場制度を理解せず、非難した。やがて灌漑型国家の分配制度が衰えてイスラームの商業が浸透すると、バザールは地域の食料市場も兼ねるようになった。

### 古代ギリシア・ローマ
古代ギリシアのポリスにおいては、集会に用いる広場であるアゴラが市場としても用いられた。地域市場と対外市場が分かれており、地域市場にはアゴラ、対外市場にはエンポリウムが存在した。エンポリウムでは遠征した軍隊のために補給や戦利品の処分も行なった。メソポタミアやエジプトのように広大な灌漑農地を持たないギリシアは穀物確保が重要であり、価格が変動する初の国際市場として、アレクサンドロス3世の家臣であるナウクラティスのクレオメネスが運営した穀物市場も存在した。古代ローマはギリシアのアゴラの制度をフォルムとして引き継ぎ、エンポリウムは商品を積み替える場所の名称としても用いた。

### 中国
唐の時代に市制の整備が進み、商業は厳しく管理された。市籍に登録された者が取引を行い、市籍人は商品の種類ごとに区画が決められて「行」という同業組合に属するよう定められてしまった。長安では東西、洛陽では南北西に市が置かれており、各地からの行商人は市籍人を通じて取引を行った。貿易が行われる都市には市令・市丞という役人がいた。統制が緩むにつれて往来の多い地域に墟市（草市）という市場も開かれて日用品を扱うようになった。その他に、経済的要地を守る「鎮」という軍のもとに発展した鎮市、寺院の前に開かれる廟市などがあった。

### イスラーム王朝
アラビア語でスーク、ペルシア語でバザールと呼ぶ市場が開かれた。当初はキャラバンの到着などに合わせて市が開くたびに店舗を設置していたが、やがて常設店舗が現れた。アッバース朝の都市では新月の日に定期市が開かれ、これに祭礼ごとの市も加わり、多様な市場によって商業が盛んになった。大都市では各地の商人が集まる大市場と街区の小市場に分かれ、小売商は職種ごとに同じ地区で店を開いた。市場の治安を維持するためにムフタシブと呼ばれる監督官が不正を取り締まった。

### 中世ヨーロッパ
ローマ帝国以来の諸都市や、城、修道院で市が開かれ、北ヨーロッパにはヴィクと呼ばれる交易地があった。イングランドをはじめ北ヨーロッパではマーケットタウンが建設され、地域の市場が開かれた。定期市としてはサン＝ドニ修道院の市やスターブリッジの市などの国際的な年市や、十人組の民会にともなう週市などが存在した。十字軍以降は南北の交流が盛んになり、中でもシャンパーニュの大市は大規模なものだった。

近世の市場の情景。Joachim Beuckelaer作、1566年

西ヨーロッパでは初期の市場は修道院、城、王宮の近くで発展した。修道院や貴族は、モノとサービスの両方に対するかなりの需要を――奢侈品も必需品も――生み出し、商人や仲介業者にもある程度の保護を提供した。これらの交易の中心地は売り手を引き付けた。1086年のドゥームズデイ・ブックには、イングランドの50の市場が記載されているが、多くの歴史家は、この数字が当時の実際の市場の数よりも過小だと考えている。イングランドでは、1200年から1349年の間に約2,000の新しい市場が設立された。1516年、イングランドには約2,464の市場と2,767の見本市があり、ウェールズには138の市場と166の見本市があった。
12世紀から、イングランド王は、町や村の市場や見本市を設立するため、地元の領主に特許状を与えた。特許状は年貢と引き替えに町の取引の特権を認めた。特定の開催日を特許された市場があると、近隣のライバルの市場は同じ日には開催できなかった。
見本市（フェア）は普通は年次開催であり、概ね地域の祭典と関連していた。見本市は高価な商品を扱い、一方、毎週または隔週で開催される市場は生鮮品や必需品を主に扱っていた。見本市の主な目的は交易だったが、通常はダンスや音楽や試合（トーナメント）といった娯楽要素も含まれていた。市場の数が増え、開催される町同士は競合をされるためにある程度の距離をとっていたが、それでも地元の生産者が概ね日帰りできる程度の距離（約10キロメートル）のものだった。
一部の英国の野外市場は、12世紀から継続的に開催されているものもある。

### 日本

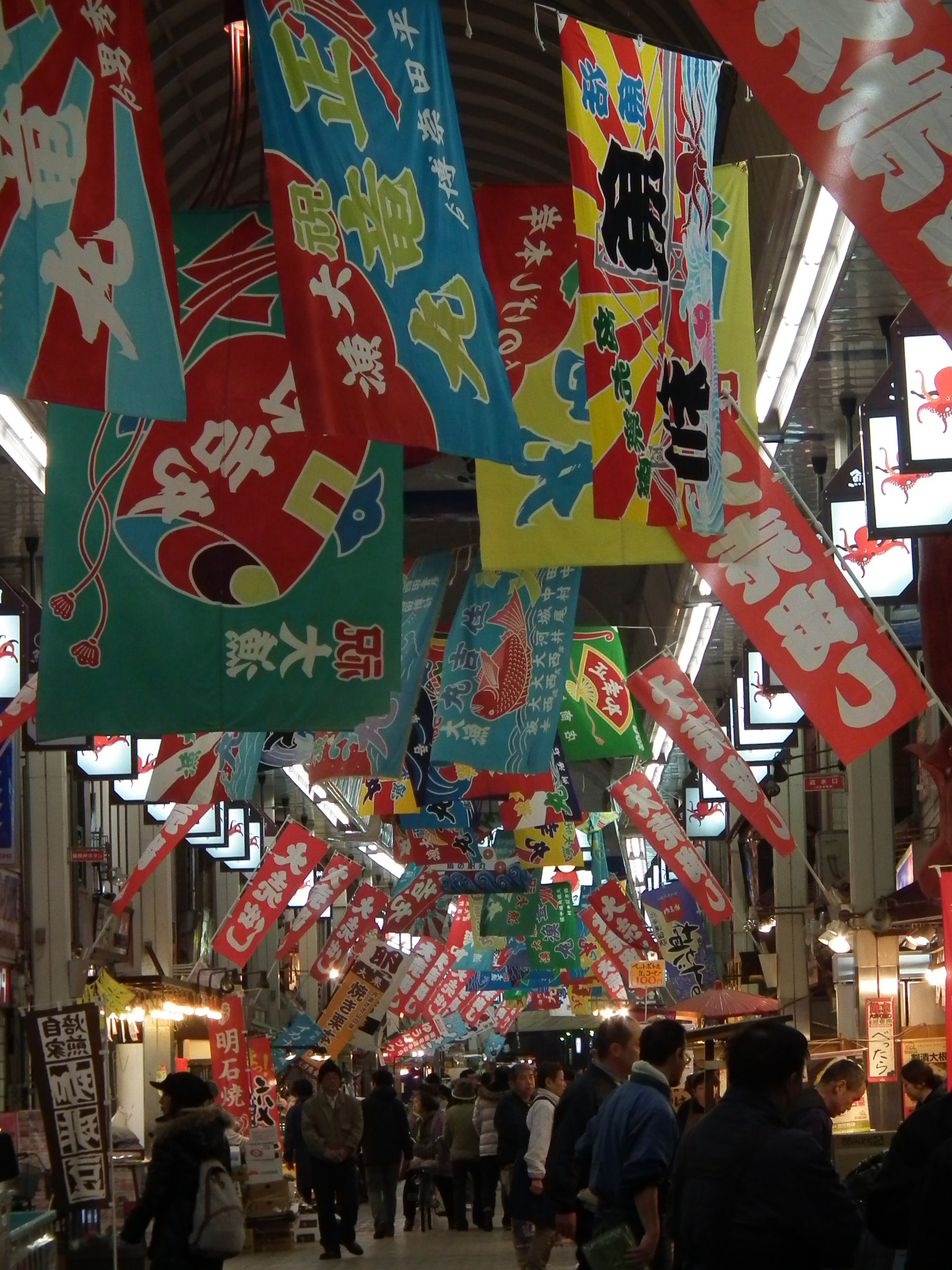
大漁旗が立ち並ぶ師走の魚の棚（兵庫県明石市）

日本では7世紀には、飛鳥の海石榴市（つばいち）や軽市、河内の餌香市（えがのいち）や阿斗桑市（あとのくわのいち）などに一種の統制市場があったことが『日本書紀』の記述からわかる。また『風土記』からは、常陸国高浜や出雲国促戸渡のような漁民や農民が往来する場所や交通の要所で貨幣発行以前から市が成立していたことがわかる。
古代国家においては、中国の制度を参考にしつつ、大宝律令の関市令によって市制を整備した。都には東西市が設置されて市司という監督官庁が置かれ、藤原京・平城京・難波京・長岡京・平安京などに官営の東西市が運営された。この統制市場は正午に開き、日没に閉じ、品物の価格は市司が決定した。また商業施設だけではなく、功のある者を表彰したり、罪を犯した者を公開で罰する場所としても使用された。当初は特定区域外での商業は禁じられていたが、律令制の弛緩とともに交通の要所など人が集まる場所に定期市が形成されるようになった。近畿地方を中心として荘園では地方市場が生まれ、行商人が活動した。定期市の立つ日（市日）としては「八の日」が多く、「三斎市」（さんさいいち）が多い。市日が「八の日」であれば、8・18・28日に市が立つ。市を開く時間によって、朝市・夜見世・夜市・夕市などと呼ばれた。15-16世紀には、月6回の「六斎市」が生まれる。

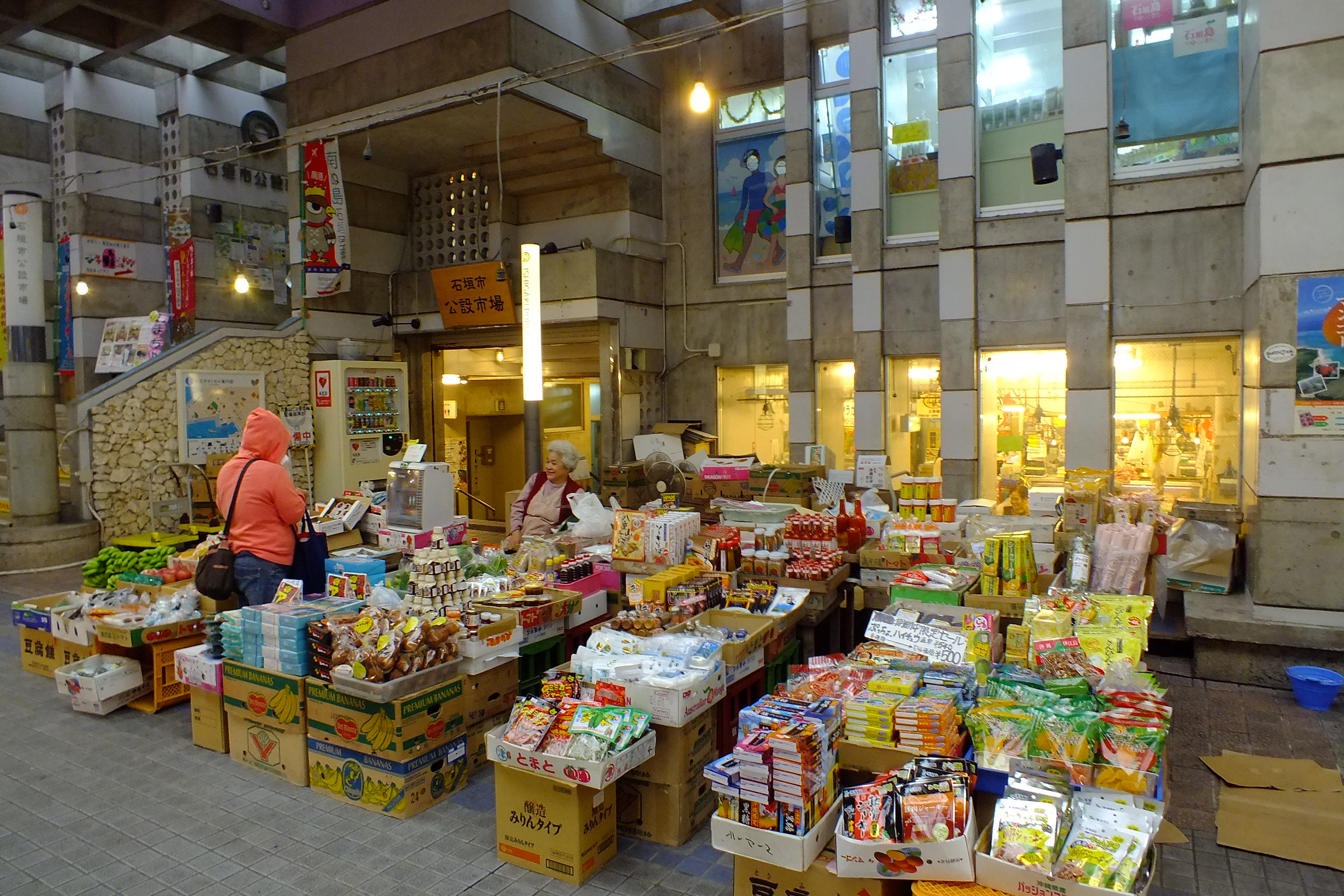
日本でも最も南方に位置する石垣市公設市場

古い市としては、五城目（秋田県南秋田郡）、横手（秋田県横手市）、温海（あつみ、山形県西田川郡）、陸前高田（岩手県陸前高田市）、大多喜（千葉県いすみ市）、勝浦（千葉県勝浦市）、高山（岐阜県高山市）、輪島（石川県輪島市）、珠洲（すず、石川県珠洲市）、越前大野（福井県大野市）などが江戸時代まで遡る。また、三重県四日市市や旧・滋賀県八日市市（現東近江市）、広島県廿日市市、旧・千葉県八日市場市（現匝瑳市）などの名称に昔の名残がみえる。

## 日本の法令における市場

### 卸売市場

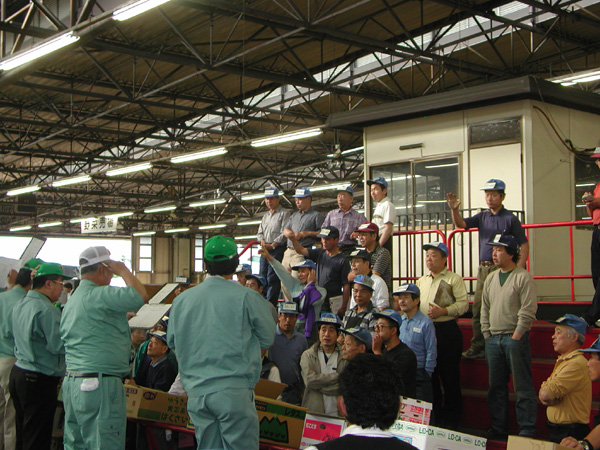
東京都中央卸売市場葛西市場

卸売市場（おろしうりしじょう、英語: wholesale market）とは、『生鮮食料品等の卸売のために開設される市場であって、卸売場、自動車駐車場その他の生鮮食料品等の取引及び荷さばきに必要な施設を設けて継続して開場されるもの』のことである。日本では、政令で定める農畜水産物を現実空間で競売取引する場を卸売市場法によって規定している。同法では、国すなわち農林水産大臣（農林水産省）が認可・監督をする「中央卸売市場」と、地方すなわち都道府県知事（都道府県）が認可・監督をする「地方卸売市場」とを規定している。開設者となれるのは、中央卸売市場の場合は「都道府県、人口20万人以上の市、またはこれらが加入する一部事務組合もしくは広域連合」すなわち一定規模以上の地方公共団体に限定されるが、地方卸売市場の場合は自治体・民間企業・組合・第三セクターいずれでもよい。2011年（平成23年）3月31日に策定された「第9次中央卸売市場整備計画」により、大規模なものは「拠点市場」に規定することになり、大規模な中央卸売市場は「中央拠点市場」、大規模な地方卸売市場は「地域拠点市場」に分類されている。

### 小売市場
公設の小売市場は、1918年（大正7年）4月15日に大阪府に開設された「大阪市設小売市場」が最初とされる。現在、小売市場は小売商業調整特別措置法によって規定されており、同法施行令によって、小売市場の規制を行う都市や品目が指定されている。小売市場が多数存在する大阪府では、小売市場の施設名は「○○市場」「○○専門店」「○○ショップ」「○○マーケット」「○○ショッピングセンター」「○○デパート」などとなっており、名称のみで他の商業施設業態との差異は認識しづらい現状である。